# Якунино (Московская область)
Якунино — деревня, расположенная в Бужаровском сельском поселении Истринского района Московской области. Население — 25 чел. (2010), в деревне 1 улица — Зелёная, зарегистрировано 3 садовых товарищества.
Находится примерно в 12 км на север от Истры, высота над уровнем моря 189 м.

## Население
| 2002 | 2006 | 2010 |
| ---- | ---- | ---- |
| 26   | ↘23  | ↗25  |